# Неом
Неом (стилизированный под NEOM, араб. نيوم‎) — проект развития территории, располагающейся на крайнем северо-западе Саудовской Аравии, в административном округе Табук. Он включает также акваторию, расположенную у египетской и иорданской границ. Строительство началось в 2017 году наследным принцем Мухаммедом бин Салманом. Предполагается, что Неом предоставит множество инвестиционных возможностей на территории общей площадью в 26 500 км². Правительство Саудовской Аравии утверждают что NEOM создаст около 460,000 рабочих мест и увеличит ВВП страны примерно на 48 миллиардов долларов США.

## Название
Название «Неом» было построено из двух слов. Первые три буквы образуют древнегреческий префикс нео- в значение «новое». Четвёртая буква взята из аббревиатуры арабского слова мостакбал (мустакбаль) (араб. مستقبل‎), означающего «будущее».

## Презентация проекта
Неом — часть национального плана «Видение Саудовской Аравии 2030» по привлечению инвесторов, специалистов и туристов в страну. Проект направлен на сокращение зависимости Саудовской Аравии от нефти, диверсификацию её экономики и развитие секторов государственных услуг. Одной из основных целей проекта является поиск путей сотрудничества и финансовых вложений с широкой сетью международных инвесторов и новаторов, а также ориентирован на передовые отрасли и технологии. Проект был поддержан и профинансирован Саудовским государственным инвестиционным фондом в размере 500 миллиардов долларов США. Первый этап строительства должен быть завершён к 2025 году.
О плане развития было объявлено саудовским наследным принцем Мухаммедом ибн Салманом на конференции «Инвестиционная инициатива будущего» в Эр-Рияде, столице Саудовской Аравии, 24 октября 2017 года. Он заявил, что планируемый город будет работать независимо от «существующей государственной системы», с собственным налоговым и трудовым законодательством и «автономной судебной системой».
Директор консалтинговой компании Cornerstone Global Ганем Нусейбе отмечал, что главным устремлением Саудовской Аравии было «…перейти от нефти к высоким технологиям и поставить Саудовское королевство в авангарде технологических достижений. Это постнефтяная эпоха. Эти страны пытаются процветать за пределами экспорта нефти, а те, кто этого не делает, останутся позади». Немец Клаус Кляйнфельд, бывший председатель и генеральный директор Alcoa, а также бывший президент и генеральный директор Siemens AG, был назначен на руководство развитием города. 
В 2018 году Клаус Кляйнфельд был назначен советником наследного принца Мухаммеда бин Салмана, и его место на посту директора проекта Неом занял бывший топ-менеджер Saudi Aramco Надхми Аль-Наср.
Согласно планам, роботы в Неоме должны будут выполнять такие функции, как безопасность, логистика, доставка на дом и уход, а город должен питаться исключительно ветровой и солнечной энергией. Поскольку город будет проектироваться и строиться с нуля, были предложены и другие инновации в инфраструктуре и мобильности. Планирование и строительство будет начато при стартовом бюджете в 500 миллиардов долларов США, выделенных Саудовским государственным инвестиционным фондом, и при участии международных инвесторов. Первый этап проекта планируется завершить к 2025 году.
27 октября власти страны официально объявили об открытии первого проекта Неом — острова Синдала.

## Суть проекта
Планируется построить «линейный мегаполис» — громадный небоскреб посреди пустыни длиной 170 километров и высотой 500 метров. Он должен иметь 125–150 этажей. Квартиры, офисы, магазины, клиники должны были быть расположены по всей высоте и вдоль длины небоскреба, имеющего гладкий зеркальный фасад. Согласно замыслу, горизонтальный небоскрёб должен был быть устроен так, что, вне зависимости от этажа, на котором находится человек, до ближайших магазинов и сервисов ему предстоит идти не больше пяти минут. До парков и зелёных зон — не больше двух. По подземному уровню под названием The Spine («Хребет») планировали запустить поезда: от одного конца города до другого можно будет добраться за 20 минут — то есть составы теоретически должны перемещаться со скоростью более 500 километров в час (без учёта остановок). Заявлено также, что город обустроят вертикальными фермами для выращивания овощей и фруктов.
По предварительной оценке, на строительство суперкомплекса должно было уйти полтриллиона долларов; по мнению бывшего сотрудника Neom, в процессе сумма может увеличиться вдвое. Но даже если опираться на предполагаемые затраты, это уже самый дорогой из всех известных футуристических проектов в мире.
В 2024 году сообщалось, что проект был радикально уменьшен на 98%, и здание будет иметь длину всего лишь 2,4 километра. Позднее глава Министерства экономики и планирования Саудовской Аравии опроверг информацию о сокращении масштабов проекта. В октябре 2024 года было заявлено, что 5-километровый участок города планируется открыть в 2030 году, а завершение 170-километрового проекта отложено до 2045 года.

## Планировка
- Оксагон[араб.] — промышленный район и морской порт.
- The Line — запланированный умный линейный город, мегаздание 170 километров в длину, 200 метров в ширину и 500 метров в высоту.
- Троена[араб.] 28°42′45″ с. ш. 35°22′29″ в. д.HGЯO — горный район. К 2026 году планируют построить инфраструктуру для занятий экстремальными видами спорта и катания на лыжах на открытом воздухе.
- Синдала[араб.] 28°02′48″ с. ш. 34°42′44″ в. д.HGЯO — морской курорт на острове, официально открыт в октябре 2024 года[11].
- Leyja (Лейя) 28°34′04″ с. ш. 34°49′06″ в. д.HGЯO — три отеля в долине у залива Акаба.

По словам генерального директора проекта Надхми Аль-Насра, сотрудники также «сталкивались с некоторыми проблемами в начале», когда работали над проектированием города на основе технологий, которых ещё не существует. Судя по внутренним документам, с которыми в 2019 году ознакомились журналисты The Wall Street Journal (WSJ), в городе планируют использовать технологию «засеивания облаков» (cloud seeding), чтобы увеличить осадки и сделать температуру меньше, чем в Дубае. В последние годы этот метод тестируют на Ближнем Востоке и в Северной Африке, но пока без особого успеха (иногда это даже приводит к наводнениям).
Некоторые подробности об устройстве жизни в городе будущего появились в западных СМИ. Судя по 2300-страничной внутренней документации, с которой в 2019 году ознакомились WSJ, Neom будет существовать по принципу государства в государстве. Изменилась ли эта идея с тех пор, неясно.

## Критика

### Выселение коренного населения и казни
Ни в одном из официальных текстов, пресс-релизов и заявлений принца о Neom нет упоминания племени хувейтат — народа, который живёт в пустыне, где хотят построить «Линию». Поначалу местных жителей обещали «интегрировать в проект» (как именно, никто не уточнял). Однако теперь 20 тысячам местных предстоит покинуть Табук. На месте строительства Neom начались аресты и преследования. К сентябрю 2022 года в тюрьму попали уже 150 членов племени, отказавшиеся уезжать. Саудовскими силами безопасности был застрелен местный активист из племени хувейтат Абдул Рахим аль-Хувейти, опубликовавший видеообращение о попытках выселить его и других жителей племени и отказавшийся подчиниться. 
В октябре 2022 года нескольких жителей племени хувейтат приговорили к смертной казни за сопротивление выселению, один из осужденных был братом Абдула Рахима аль-Хувейти.  В 2024 году бывший сотрудник разведки Саудовской Аравии полковник Рабих Аленези заявил, что власти разрешили использовать силу для освобождения территории для Неома, и он застрелил жителя деревни за отказ от выселения.

### Зимние Азиатские игры 2029 года
В октябре 2022 года Неом был объявлен местом проведения Зимних Азиатских игр 2029 года, что подверглось резкой  критике из-за неблагоприятного воздействия проекта на окружающую среду. В эпоху глобального потепления проект поднимает множество вопросов, начиная с ожидаемых высоких температур в данной местности и заканчивая строительством полностью искусственных горнолыжных склонов.

### Наблюдение и сбор данных
Авторы проекта вертикального небоскрёба Линия объявили о планах платить за данные, собираемые со смартфонов жителей, их домов, камер распознавания лиц и множества других датчиков. 
«Эта технология позволяет пользователям просматривать и легко понимать намерения, стоящие за использованием их персональных данных, а также предлагает финансовое вознаграждение за разрешение на использование своих данных», сообщил генеральный директор Neom Tech & Digital Co. Джозеф Брэдли. Сбор данных позволит передавать информацию обратно в город и поможет прогнозировать потребности жителей. Данные будут использоваться для управления электроэнергией, отходами, водоснабжением, здравоохранением, транспортом и безопасностью. 
Однако, по словам экспертов по цифровым правам, плохая репутация Саудовской Аравии в области прав человека и использование шпионажа за гражданами могут стать серьёзным препятствием.

### Другая критика
Филипп Олдфилд, глава школы искусственной среды Университета Нового Южного Уэльса в Сиднее, подсчитал, что за время строительства одной только «Линии» выделится 1,8 миллиардов тонн углекислого газа — это больше, чем выделяет Великобритания за четыре года. Саму «Линию» собираются строить преимущественно из материалов с низким углеродным следом. Что тоже не совсем реалистично — они не подходят для таких высоких зданий и не могут выдержать ветровую нагрузку: «Для этого [строительства „Линии“] потребуется феноменальное количество стали, стекла и бетона», — приводит слова Олдфилда архитектурный портал Dezeen.